# Freirinha-de-coroa-castanha
Barbudinho-coroado ou freirinha-de-coroa-castanha (nome científico: Nonnula ruficapilla) é uma espécie de ave buconídea. Classificado às vezes na ordem Galbuliformes ou na Piciformes.
Pode ser encontrada na Brasil, Bolívia e Peru. Os seus habitats naturais são: florestas de terras baixas úmidas tropicais ou subtropicais.

## Subespécies
São reconhecidas quatro subespécies:
- Nonnula ruficapilla ruficapilla (Tschudi, 1844) - ocorre no Leste do Peru e no Oeste do Brasil ao Sul do Rio Amazonas;
- Nonnula ruficapilla rufipectus (Chapman, 1928) - ocorre no Nordeste do Peru;
- Nonnula ruficapilla nattereri (Hellmayr, 1921) - ocorre ao Sul da bacia do Rio Amazonas no estado de Mato Grosso, no Norte da Bolivia e no Norte do Brasil no Oeste do estado do Pará;
- Nonnula ruficapilla inundata (Novaes, 1991) - ocorre no Leste do Brasil, no estado do Pará na margem esquerda do Rio Tocantins.